# جيزيلا هان
جيزيلا هان (بالألمانية: Gisela Hahn)‏ هي ممثلة ألمانية، ولدت في 13 مايو 1943 في بولندا.

## وصلات خارجية
- جيزيلا هان على موقع IMDb (الإنجليزية)
- جيزيلا هان على موقع ألو سيني (الفرنسية)
- جيزيلا هان على موقع تيرنر كلاسيك موفيز (الإنجليزية)
- جيزيلا هان على موقع أول موفي (الإنجليزية)
- جيزيلا هان على موقع قاعدة بيانات الأفلام السويدية (السويدية)
- جيزيلا هان على موقع قاعدة بيانات الفيلم (الإنجليزية)
- جيزيلا هان على موقع كينوبويسك (الروسية)